# Ben Hallock
Benjamin „Ben“ Thomas Hallock (* 22. November 1997 in Santa Barbara, Kalifornien) ist ein Wasserballspieler aus den Vereinigten Staaten. Er gewann 2024 die olympische Bronzemedaille. Zweimal siegte er mit dem Team der Vereinigten Staaten bei den Panamerikanischen Spielen.

## Sportliche Karriere
Ben Hallock graduierte 2020 an der Stanford University, für deren Sportteam er zuvor auch spielte. 2019 war er mit dem Team Meister der National Collegiate Athletic Association. 2024 war der Centerverteidiger als Profi in Italien bei Pro Recco aktiv.
Ab 2015 spielte Hallock in der US-Nationalmannschaft. Bei den Olympischen Spielen 2016 in Rio de Janeiro schied die Mannschaft nach der Vorrunde aus. 2017 belegte das US-Team bei der Weltmeisterschaft in Budapest den 13. Platz. Zwei Jahre später erreichte die Mannschaft den neunten Platz bei der Weltmeisterschaft in Gwangju. Im Finale der Panamerikanischen Spiele 2019 siegte das Team aus den Vereinigten Staaten gegen Kanada. Bei den 2021 ausgetragenen Olympischen Spielen in Tokio unterlag Hallock mit seiner Mannschaft im Viertelfinale den Spaniern mit 8:12. In den Platzierungsspielen erreichte die Mannschaft den sechsten Platz.
Bei der Weltmeisterschaft 2022 in Budapest unterlag die Mannschaft aus den Vereinigten Staaten im Viertelfinale den Griechen und belegte letztlich den sechsten Rang. 2023 bei der Weltmeisterschaft in Fukuoka belegte die Mannschaft aus den Vereinigten Staaten den siebten Platz. Drei Monate später bei den Panamerikanischen Spielen 2023 siegte das US-Team vor den Brasilianern, wobei Hallock im Halbfinale zwei Tore warf. 2024 erreichte die US-Mannschaft bei der Weltmeisterschaft 2024 nur den neunten Rang. Bei den Olympischen Spielen in Paris belegte das US-Team den dritten Platz in seiner Vorrundengruppe. Im Viertelfinale gewann das Team im Penaltyschießen gegen die Australier. Nach einem 6:10 im Halbfinale gegen Serbien bezwang die Mannschaft aus den Vereinigten Staaten im Spiel um Bronze die Ungarn im Penaltyschießen, nachdem es am Ende der regulären Spielzeit 8:8 gestanden hatte. Hallock erzielte im Spiel um den dritten Platz zwei Treffer.